# Iochroma albianthum
Iochroma albianthum är en potatisväxtart som beskrevs av S.Leiva. Iochroma albianthum ingår i släktet Iochroma och familjen potatisväxter. Inga underarter finns listade i Catalogue of Life.